# Bochumer Straße 52

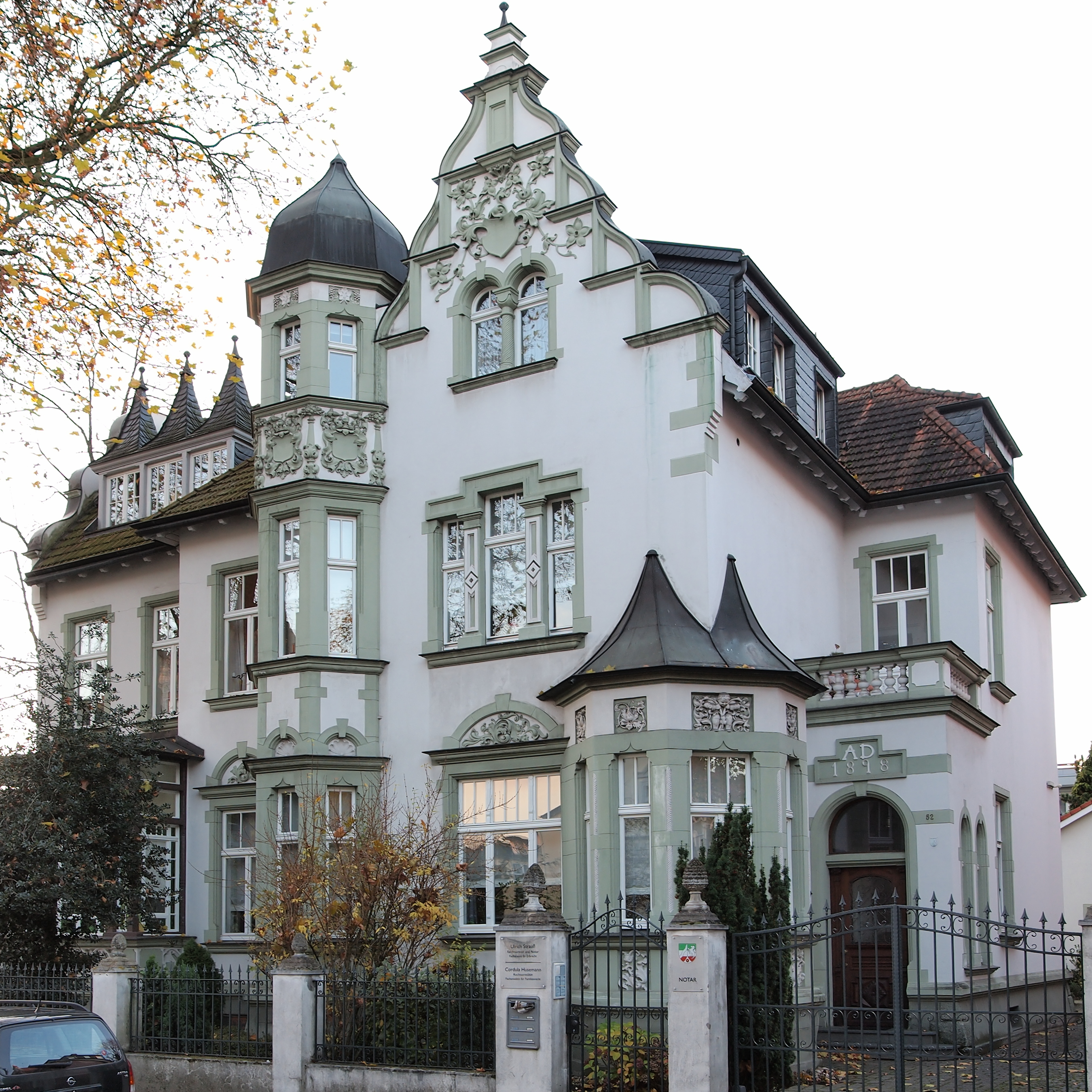
Straßenansicht der Villa (2012)

Die Villa Bochumer Straße 52 in Herne ist ein unter Denkmalschutz stehendes Baudenkmal. Die an der Westseite der Bochumer Straße, in deren Teilbereich zwischen Kronprinzenstraße und Otto-Hue-Straße, befindliche Villa, entstand im Jahr 1898 nach einem Entwurf des Herner Architekturbüros Rasmusson & Luschmann in den Stilformen der Neorenaissance.

## Geschichte
Der Architekt Jörn Rasmusson (* 1858 in Lövestad; † nach 1904) war 1895 nach Herne gezogen, zuvor hatte er sich in Berlin, München, Zürich, Düsseldorf, Bochum und Recklinghausen aufgehalten. Nachdem er 1897 die preußische Staatsbürgerschaft beantragt hatte, verliert sich seine Spur nach 1904. Bis zu diesem Zeitpunkt wohnte er in der Bahnhofstraße 76. Während dieses Zeitfensters entwarf er auch die Villa in der Bochumer Straße für den Bauherren S. Triebel. Um 1986/87 erfolgte nach einer Planung des Herner Architekten Heinemann eine Sanierung und Modernisierung der Bausubstanz.

## Beschreibung
Das Grundstück ist bei einer Tiefe von annähernd 53 m und einer mittleren Breite von 26 m rund 1370 m² groß. Die Villa überdeckt bei einer Breite von rund 18 m und einer Tiefe von 14 m etwa 258 m².
Der zweieinhalbgeschossige Mauerwerksbau weist in der Fassade eine Mischung aus Putz- und Stuckelementen auf (Wappen etc.; u. a. im Knickschweifgiebel und am Turm). Über dem an der Nordseite gelegenen eingeschossigen vorspringenden Eingang befindet sich im Obergeschoss ein kleiner Balkon. Die Schauseite an der Bochumer Straße von fünf Achsen ist mehrfach stilistisch gebrochen: zur linken ein vorspringender, in Fachwerk ausgeführter Wintergarten, zur rechten ein oktogonaler Eckanbau (beide eingeschossig) und zur Mitte ein dreigeschossig aufragender und überkuppelter turmartiger Anbau. Die bewegte Dachlandschaft weist unterschiedliche Neigungen und zur Straße eine dreiteilige Spitzgaube auf.
Die Eintragung des Gebäudes Bochumer Straße 52 in die Denkmalliste der Stadt Herne erfolgte am 3. März 1986 (Denkmal Nr. A 21).